# Curling vid olympiska vinterspelen 2014
Curlingen vid olympiska vinterspelen 2014 hölls i isarenan Ledjanoj kub i Sotji, Ryssland. Tävlingarna pågick mellan den 10 och 21 februari 2014. Curling spelades för sjätte gången i olympiska sammanhang efter att tidigare ha spelats 1924, 1998, 2002, 2006 och 2010. I både herr- och damturneringen möttes tio lag i en alla-möter-alla-turnering som följdes av två semifinaler dit de fyra bästa lagen avancerade. De två vinnarna gick till final och de två förlorarna till bronsmatch.
Kanada vann bägge OS-guldmedaljerna: lag Jennifer Jones på damsidan och lag Brad Jacobs på herrsidan.
- Herrarnas final gick av stapeln den 21 februari kl. 17:30 lokal tid. (Bronsmatch spelades 12:30 lokal tid)[1][2]
- Damernas final gick av stapeln den 20 februari kl. 17:30 lokal tid. (Bronsmatch spelades 12:30 lokal tid) [3][4]

## Medaljsammanfattning
| Gren                            | Guld                                                                             | Guld                                                                             | Silver                                                                                                   | Silver                                                                                                   | Brons                                                                                    | Brons                                                                                    |
| ------------------------------- | -------------------------------------------------------------------------------- | -------------------------------------------------------------------------------- | --- | --- | ---------------------------------------------------------------------------------------- | ---------------------------------------------------------------------------------------- |
| Damernas turnering Detaljer...  | Kanada Jennifer Jones (skip) Kaitlyn Lawes Jill Officer Dawn McEwen Kirsten Wall | Kanada Jennifer Jones (skip) Kaitlyn Lawes Jill Officer Dawn McEwen Kirsten Wall | Sverige Margaretha Sigfridsson (skip) Maria Prytz Christina Bertrup Maria Wennerström Agnes Knochenhauer | Sverige Margaretha Sigfridsson (skip) Maria Prytz Christina Bertrup Maria Wennerström Agnes Knochenhauer | Storbritannien Eve Muirhead (skip) Anna Sloan Vicki Adams Claire Hamilton Lauren Gray    | Storbritannien Eve Muirhead (skip) Anna Sloan Vicki Adams Claire Hamilton Lauren Gray    |
| Herrarnas turnering Detaljer... | Kanada Brad Jacobs (skip) Ryan Fry E. J. Harnden Ryan Harnden Caleb Flaxey       | Kanada Brad Jacobs (skip) Ryan Fry E. J. Harnden Ryan Harnden Caleb Flaxey       | Storbritannien David Murdoch (skip) Greg Drummond Scott Andrews Michael Goodfellow Tom Brewster          | Storbritannien David Murdoch (skip) Greg Drummond Scott Andrews Michael Goodfellow Tom Brewster          | Sverige Niklas Edin (skip) Sebastian Kraupp Fredrik Lindberg Viktor Kjäll Oskar Eriksson | Sverige Niklas Edin (skip) Sebastian Kraupp Fredrik Lindberg Viktor Kjäll Oskar Eriksson |

## Medaljtabell
| Pl.    | Nation         | Guld | Silver | Brons | Totalt |
| ------ | -------------- | ---- | ------ | ----- | ------ |
| 1      | Kanada         | 2    | 0      | 0     | 2      |
| 2      | Storbritannien | 0    | 1      | 1     | 2      |
| 2      | Sverige        | 0    | 1      | 1     | 2      |
| Totalt | Totalt         | 2    | 2      | 2     | 6      |